# Pueblo Nuevo de Porfirio Díaz
Pueblo Nuevo de Porfirio Díaz är en ort i Mexiko.   Den ligger i kommunen Chietla och delstaten Puebla, i den sydöstra delen av landet, 120 km sydost om huvudstaden Mexico City. Pueblo Nuevo de Porfirio Díaz ligger 1 145 meter över havet och antalet invånare är 766.
Terrängen runt Pueblo Nuevo de Porfirio Díaz är kuperad söderut, men norrut är den platt. Runt Pueblo Nuevo de Porfirio Díaz är det ganska glesbefolkat, med 28 invånare per kvadratkilometer. Närmaste större samhälle är Izúcar de Matamoros, 14,0 km nordost om Pueblo Nuevo de Porfirio Díaz. I omgivningarna runt Pueblo Nuevo de Porfirio Díaz växer huvudsakligen savannskog.